# Dayou (köpinghuvudort i Kina, Jiangsu Sheng, lat 34,22, long 119,88)
Dayou är en köpinghuvudort i Kina. Den ligger i provinsen Jiangsu, i den östra delen av landet, omkring 260 kilometer nordost om provinshuvudstaden Nanjing. Antalet invånare är 20 889. Befolkningen består av 10 361 kvinnor och 10 528 män. Barn under 15 år utgör 20,0 %, vuxna 15-64 år 68 %, och äldre över 65 år 10,0 %.
Runt Dayou är det tätbefolkat, med 636 invånare per kvadratkilometer. Närmaste större samhälle är Chenjiagang, 18,9 km norr om Dayou. Trakten runt Dayou består till största delen av jordbruksmark.
Genomsnittlig årsnederbörd är 1 055 millimeter. Den regnigaste månaden är juli, med i genomsnitt 294 mm nederbörd, och den torraste är januari, med 14 mm nederbörd.